# Giurgeni
Giurgeni è un comune della Romania di 1 541 abitanti, ubicato nel distretto di Ialomița, nella regione storica della Muntenia.